# بلند پرواز
بلند پرواز فیلمی به کارگردانی احمد صفایی و نویسندگی علی عسگری محصول سال ۱۳۵۲ است.

## بازیگران
- شهین
- کامیاب
- کسروی
- داریوش طلایی
- اکبر هاشمی
- رضوان
- مینا
- کارمن
- حسنقلی
- عدیله اشراق
- نرسی کرکیا
- محسن مهدوی
- حمید دلشکیب